# تريفور ستانلي بريوش
تريفور ستانلي بريوش (ولد عام 1953) هو خبير اقتصادي أسترالي وعمل طوال مسيرته كأستاذ للاقتصاد القياسي ونائب ومدير مدرسة كروفورد للسياسة العامة في الجامعة الوطنية الأسترالية حتى أعلن تقاعده والتوقف عن العمل. تمت الإشارة إليه في اختبار Breusch-Pagan من الورقة (مع Adrian Pagan) «اختبار بسيط للتغاير المرن وتغير المعامل العشوائي» (تعرف على أهم أعماله من خلال الفقرات في الأدنى). مساهمة أخرى في الاقتصاد القياسي هي اختبار لاغرانج المضاعف للارتباط التسلسلي، والذي يُسمى غالبًا اختبار Breusch – Godfrey بعد Breusch و Leslie G.Godfrey ، والذي يمكن استخدامه والرهان عليه لتحديد الارتباط التلقائي في أخطاء نموذج الانحدار.

## الجوائز
- جائزة المؤتمر المالي الأسترالي في الاقتصاد، جامعة كوينزلاند، 1973.
- وسام جامعة كوينزلاند، 1975.
- زميل جمعية الاقتصاد القياسي 1991.

## أعمال ملحوظة
- Breusch، T. S.؛ Pagan، A. R. (1979). "A Simple Test for Heteroscedasticity and Random Coefficient Variation". Econometrica. ج. 47 ع. 5: 1287–1294. DOI:10.2307/1911963. JSTOR:1911963.
- Breusch، T. S. (1979). "Testing for Autocorrelation in Dynamic Linear Models". Australian Economic Papers. ج. 17 ع. 31: 334–355. DOI:10.1111/j.1467-8454.1978.tb00635.x.

## روابط خارجية
- صفحة الموظفين